# Apple Bank for Savings
O Apple Bank for Savings é um banco de poupança com sede em Manhasset, Nova Iorque, e que opera na área metropolitana de Nova Iorque.

## História
A empresa foi fundada em 1863 como Harlem Savings Bank por um grupo de comerciantes locais como um banco de poupança mútua baseado na comunidade. O Harlem na época era uma vila suburbana - não fazia parte da cidade de Nova Iorque até 1873 - e a primeira localização do banco na 3ª Avenida, entre as ruas 125 e 126, era cercada por fazendas e lotes subdesenvolvidos. Em 1869, o banco mudou-se para um prédio de construção própria na 3ª Avenida com a Rua 124.
Em 1907, o banco mudou sua sede para 124 E. 125th St.
Em 1932, logo após a Grande Depressão, o banco adquiriu o Commonwealth Savings Bank e suas duas agências. As filiais estavam na 157th Street e 180th Street em Washington Heights, Manhattan. Em 1933, o banco retirou o segundo 'a' de seu nome para combinar com a ortografia agora padrão do nome do bairro: Harlem.
Em 1966, o banco abriu uma filial em Manhasset, Nova Iorque, em Long Island, à medida que o crescimento da população se deslocava para os subúrbios. Em 1968, o banco mudou sua sede do Harlem para a 42nd Street.
Em 1981, em um acordo organizado pela Federal Deposit Insurance Corporation que incluía uma doação de US$ 160 milhões da agência, o banco adquiriu a problemática Central Savings Bank. Criado como o German Savings Bank em 1858, o Central Savings Bank contou com Daniel F. Tiemann, então prefeito de Nova Iorque, como membro fundador e operou no prédio da Cooper Union antes de se mudar para um local na 14th Street e 4th Avenue em 1864. A aquisição deu ao banco mais sete filiais, incluindo o Apple Bank Building na 2112 Broadway (entre West 73rd e West 74th Streets), um marco histórico designado por York e Sawyer no estilo Palazzo da arquitetura Renaissance Revival, também como duas filiais no condado de Nassau em Long Island.
Na década de 1970 e início de 1980, o banco continuou a se expandir para os subúrbios fora da cidade de Nova Iorque. Para refletir sua expansão geográfica, o banco mudou seu nome para Apple Bank em maio de 1983.
Em 1985, o banco passou de um banco de poupança mútua para uma empresa pública, vendendo 4,6 milhões de ações por US$ 53,5 milhões em uma oferta pública inicial.
Em 31 de dezembro de 1986, o banco adquiriu o Eastern Savings Bank, obtendo três agências no Bronx, duas em Westchester e duas em Long Island.
Em 1989, o banco adquiriu o Sag Harbor Savings Bank e suas cinco agências por US$ 29,5 milhões. O Sag Harbor Savings Bank foi fundado em 1860 em Sag Harbor, Nova Iorque, para fornecer serviços financeiros para a indústria baleeira.
Em 1990, Stanley Stahl, o desenvolvedor do 277 Park Avenue, adquiriu o banco por US$ 174 milhões. O preço de compra estava bem abaixo do valor contábil do banco e o banco inicialmente rejeitou a oferta e adotou uma pílula venenosa para evitar a aquisição. Stahl lutou contra a pílula de veneno. Os acionistas apoiaram a fusão depois que o preço das ações caiu durante a recessão do início da década de 1990.
Em 1991, William J. Laraia tornou-se presidente e CEO do banco. Laraia reduziu a carteira de crédito comercial e cortou custos significativamente.
Em 1994, Alan Shamoon tornou-se o CEO do banco.
Em agosto de 1999, Stahl morreu e a propriedade do banco passou para trusts.
Em 20 de abril de 2013, o Apple Bank adquiriu 29 agências e as contas de depósito e serviços relacionados do Emigrant Savings Bank. Essa aquisição deu à Apple um total de 77 filiais na grande Nova Iorque e cerca de US$ 13 bilhões em ativos.
Em maio de 2015, o banco abriu uma filial em Jackson Heights, Queens.
Em junho de 2015, o banco abriu uma segunda agência em Bay Ridge, Brooklyn, na 426 86th Street.
Em outubro de 2015, o banco abriu uma agência em Monsey, Nova Iorque.
Em abril de 2016, Steven C. Bush tornou-se presidente, presidente e diretor executivo do banco.
Em fevereiro de 2021, o Apple Bank foi multado em US$ 12,5 milhões pela Federal Deposit Insurance Corporation por violações da Lei de Sigilo Bancário relacionada a controles antilavagem de dinheiro.